# اچ‌دی ۳۸۸۵۸
اچ‌دی ۳۸۸۵۸ (انگلیسی: HD 38858) ستاره‌ای از نوع G است که دارای سیاره‌ای با نام HD اچ‌دی ۳۸۸۵۸ بی که حدود دو برابر جرم اورانوس است و در منطقه قابل سکونت ستاره می‌چرخد.